# Vilho Nenonen

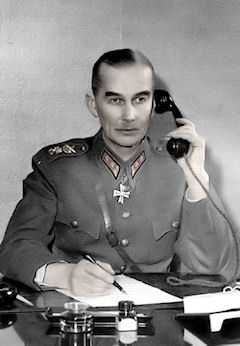
Vilho Nenonen

Vilho Nenonen (Wilho Petter Nenonen), född 6 mars 1883 i Kuopio, död 17 februari 1960 i Helsingfors, var general vid finländska artilleriet. Anses vara den mest betydande utvecklaren av det finländska artilleriet, dess "fader".

## Biografi
Sin utbildning fick Nenonen vid Mihailovs artilleriakademi i Sankt Petersburg och blev officer 1902. Nenonen deltog i det första världskriget med de ryska styrkorna och befordrades 1915 till överstelöjtnant och 1916 till regementschef.
I finska inbördeskriget 1918 fungerade överste Nenonen som artilleriets inspektör och befordrades 1918 till överste Innan vinterkriget utvecklade han ett eldledningskort som märkbart kom att underlätta eldledarens arbete. Under fortsättningskriget utvecklade han en korrigeringstabell som gjorde att man kunde avfyra hundratals artilleripjäser i sekvens så att alla granater slog ner i stort sett samtidigt. Detta skulle komma att delvis möjliggöra undret vid Ihantala.
Det finländska artilleriet var vid denna tidpunkt ett av de effektivaste i världen på grund av sin precision och momentana eldeffektivitet. När man lyckats stoppa fienden vid Tali-Ihantala sköt man sönder de fientliga formationerna en efter en. De stora sovjetiska manskapsförlusterna vid Tali-Ihantala var till stor del artilleriets förtjänst.
År 1923 befrordades Nenonen till generalmajor och 1930 till generallöjtnant. Han var år 1923–1924 försvarsminister, 1924–1925 tillförordnad befälhavare för krigsmakten och från 1928 artilleriinspektör.
År 1945 tilldelades general Nenonen Mannerheimkorset. Nenonen blev utsedd till hedersdoktor vid Helsingfors universitet år 1950.
Han ligger begraven på Sandudds begravningsplats.
| Karriär                | Karriär |
| ---------------------- | ------- |
| Överste                | 1918    |
| Generalmajor           | 1923    |
| Generallöjtnant        | 1930    |
| General av artilleriet | 1941    |

## Utmärkelser
- Kommendör med stora korset av Svärdsorden, 1932.[2]
- Ledamot av Kungliga Krigsvetenskapsakademien, 1936.[3]